# Josef Nemeczek
Josef Nemeczek (německy Joseph Nemeczek, 19. srpna 1865 asi Konárovice – 12. března 1927) byl rakousko-uherský generál a vojevůdce první světové války. Patřil k jedněm z nejvýše postavených důstojníků českého původu v rakousko-uherské armádě.

## Životopis
Narodil se patrně v Konárovicích u Kolína (Konárovice jsou uváděny jako jeho domovská obec). Do armády vstoupil roku 1885, následně se stal se profesionálním vojákem a budoval vojenskou kariéru. 

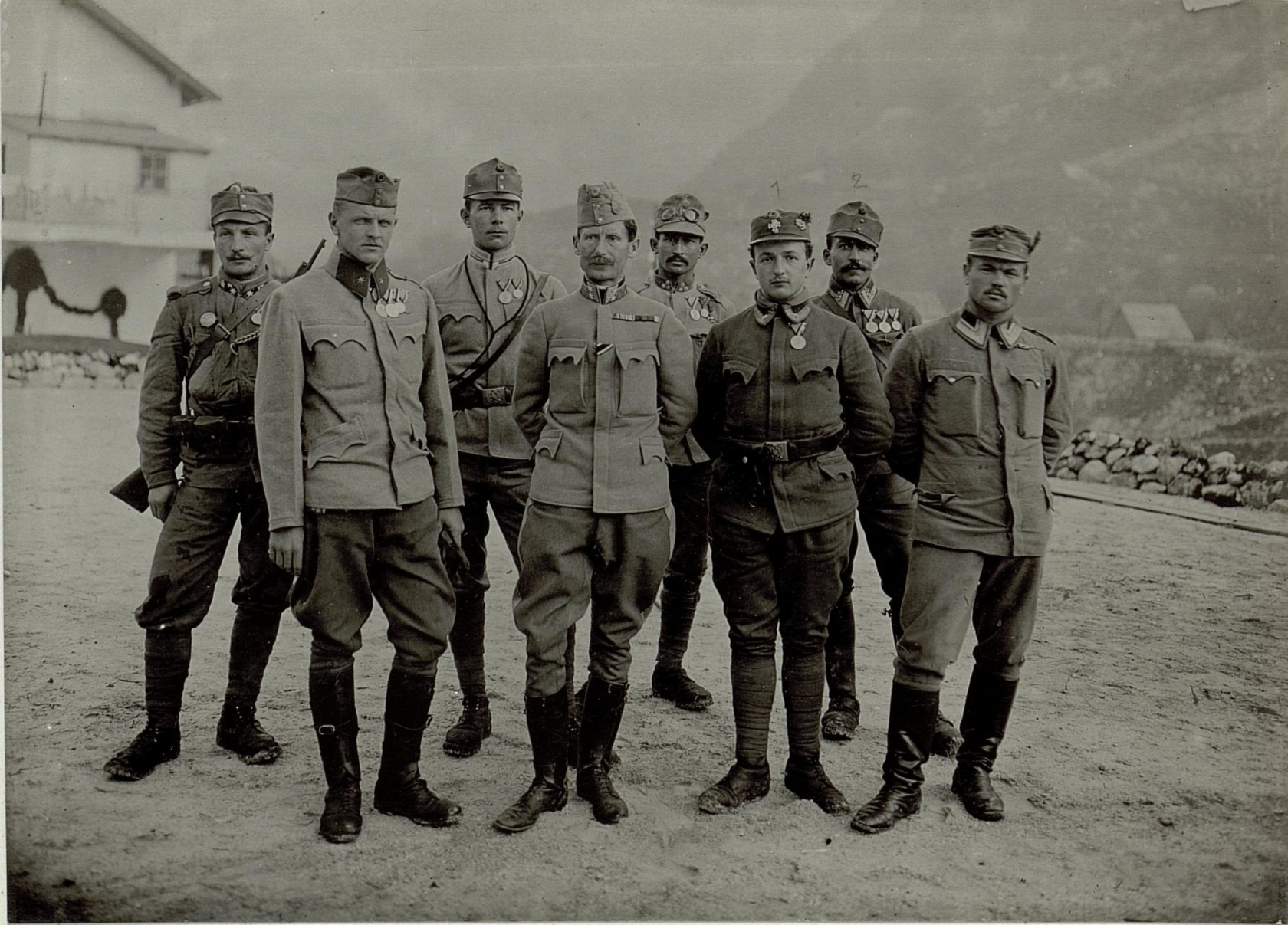
Podmaršál Nemeczek (uprostřed) s dalšími držiteli zlaté medaile Za statečnost ze 44. zeměbranecké divize (1915, italská fronta)

Na začátku první světové války byl, již v hodnosti generálmajora, nasazen na východní frontě. Od dubna do května 1915 zastával pozici velitele 45. zeměbranecké pěší divize, od 1915 do října 1916 velel 44. zeměbranecké divizi. Roku 1915 velel též na italské frontě, koncem roku obdržel rakouskou zlatou medaili Za statečnost. Nejpozději od prosince 1915 byl povýšen do hodnosti polního podmaršála. 2. července 1916 velel jednotce v úspěšné obranné akci proti ruské armádě u vsi Sadzawka na řece Prut. 
V červenci 1917 byl vyznamenán komturským křížem Leopoldova řádu. 
Po skončení války, rozpadu Rakouska-Uherska a vzniku Československa odešel do penze, nadále pak žil ve Vídni. Nadále mu pak byl československou vládou, podobně jako dalším bývalým rakousko-uherským důstojníkům, vyplácen armádní důchod v hodnotě několika desítek tisíc československých korun měsíčně. V legionářském tisku bylo jeho jméno uváděno spolu s dalšími bývalými generály rakousko-uherské armády, kterým byl tento důchod taktéž vyplácen, a Nemeczek s ostatními byl kritizován za takové výplaty navzdory zapírání českého původu a příchylnosti k Rakousku-Uhersku. 
Josef Nemeczek zemřel 12. března 1927 ve věku 61 let.